# Nea Filadelfia
Nea Filadelfia (in greco Νέα Φιλαδέλφεια?) è un ex comune della Grecia nella periferia dell'Attica (unità periferica di Atene Centrale) con 24122 abitanti secondo i dati del censimento 2001.
È stato soppresso a seguito della riforma amministrativa, detta Programma Callicrate, in vigore dal gennaio 2011 ed è ora compreso nel comune di Filadelfia-Chalkidonia.